# Chiesa di Santa Maria Maddalena al Prato

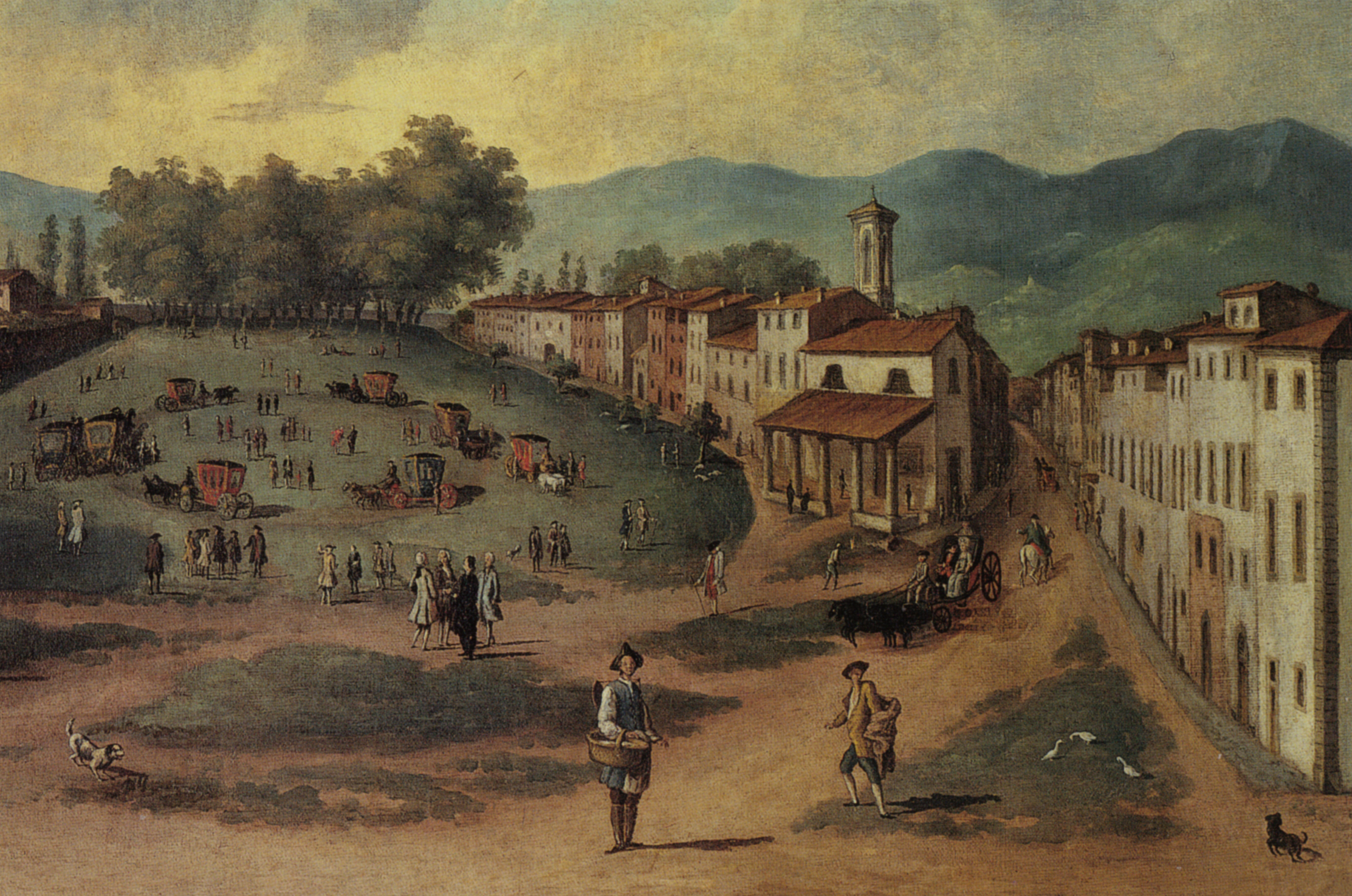
Il prato di San Francesco con la chiesa di Santa Maria Maddalena al Prato in un dipinto di ignoto del XVIII secolo

La chiesa di Santa Maria Maddalena al Prato si trovava a Pistoia, nell'attuale piazza San Francesco.

## Storia e descrizione
L'edificio aveva un'origine molto antica, fatta erigere dalla contessa Matilde di Canossa nel luogo delle pubbliche esecuzioni. Nel 1098 venne donata a i monaci della Badia a Taona, per poi passare ai frati francescani prima che, nel 1255, ricevessero il terreno per costruire la vicina chiesa di San Francesco.
Nel Cinquecento Cosimo I de' Medici decise di proteggere la città con quattro poderosi bastioni agli angoli della cinta muraria, uno dei quali stravolse la zona del Prato di San Francesco. Nel 1784 la parrocchia venne soppressa e venduta a privati, che la demolirono e inglobarono in altri edifici progressivamente fino a farla scomparire. In una cartolina del primo Novecento si vede ancora solo il campanile che emerge dalle case affacciate sulla piazza.